# Paolo Hurtado
Pour les articles homonymes, voir Hurtado.
Cristopher Paolo César Hurtado Huertas, plus connu sous le nom Paolo Hurtado, né le 27 juillet 1990 à Callao au Pérou, est un footballeur international péruvien. Il joue comme milieu de terrain ou attaquant.

## Biographie

### Carrière en club
Formé à l'Alianza Lima, Paolo Hurtado est promu en équipe première de ce club en 2007 et y fait ses débuts professionnels l'année suivante. Il découvre la Copa Libertadores en jouant l'édition 2012 (six matchs, un but), avant de signer la même année au Paços de Ferreira du Portugal. Il y joue deux matchs du tournoi préliminaire de la Ligue des champions de l'UEFA 2013-2014. Prêté au Peñarol en 2014, il dispute avec ce club uruguayen sa deuxième Copa Libertadores (quatre matchs). 
En 2015, il s'enrôle en faveur du club anglais de Reading. Prêté au Vitória Guimarães en 2016, il s'engage défitivement avec ce club portugais en 2017 et signe en 2018 pour le club turc de Konyaspor. Sa carrière se poursuit d'abord au Lokomotiv Plovdiv en Bulgarie en 2021, puis à l'Unión Española au Chili.
Il rentre au Pérou en 2022 et revient au club de ses débuts, l'Alianza Lima, remportant le championnat du Pérou cette même année. En 2023, il rejoint le Cienciano del Cusco.

### Carrière internationale
Paolo Hurtado reçoit sa première sélection en équipe du Pérou en 2011. Avec la Blanquirroja, il se hisse à la troisième place lors de la Copa América 2015 organisée au Chili, avant d'être retenu par le sélectionneur Ricardo Gareca dans la liste de joueurs disputant la Coupe du monde 2018 en Russie. Il compte 38 matchs en équipe du Pérou (pour trois buts marqués).

#### Buts en sélection
| Buts en sélection de Paolo Hurtado | Buts en sélection de Paolo Hurtado | Buts en sélection de Paolo Hurtado                          | Buts en sélection de Paolo Hurtado | Buts en sélection de Paolo Hurtado | Buts en sélection de Paolo Hurtado | Buts en sélection de Paolo Hurtado |
|                                    | Date                               | Lieu                                                        | Adversaire                         | Score                              | Résultat                           | Compétition                        |
| ---------------------------------- | ---------------------------------- | ----------------------------------------------------------- | ---------------------------------- | ---------------------------------- | ---------------------------------- | ---------------------------------- |
| 1.                                 | 26 mars 2013                       | Estadio Nacional, Lima (Pérou)                              | Trinité-et-Tobago                  | 2-0                                | 3-0                                | Amical                             |
| 2.                                 | 10 septembre 2013                  | Estadio José Antonio Anzoátegui, Puerto La Cruz (Venezuela) | Venezuela                          | 0-1                                | 3-2                                | QCM 2014                           |
| 3.                                 | 5 septembre 2017                   | Estadio Olímpico Atahualpa, Quito (Équateur)                | Équateur                           | 0-2                                | 1-2                                | QCM 2018                           |

### Engagement politique
Il appelle à voter pour la candidate de droite Keiko Fujimori lors de l'élection présidentielle péruvienne de 2021.

## Palmarès
| Alianza Lima - Championnat du Pérou (1) : - Champion : 2022. |  | Pérou - Copa América : - Troisième : 2015. |